# Абдул Разак, Дана
Дана Абдул Разак (араб. دانا عبد الرزاق‎; род. 3 января 1986, Багдад) — иракская легкоатлетка, участница двух летних Олимпийских игр, знаменосец сборной Ирака на открытии летних Олимпийских игр 2012 года.

## Спортивная биография
В 2008 году Дана должна была впервые в своей карьере принять участие в летних Олимпийских играх. Однако, долгое время было непонятно, удастся ли спортсменке выступить на играх, поскольку из-за военных действий МОК не давал разрешения иракским спортсменам участвовать в Олимпийских играх, но всё-таки разрешение на участие было получено и Дана выступила в Пекине на дистанции 100 метров. В первом круге соревнований иракская спортсменка показала свой лучший результат в карьере, пробежав дистанцию за 12,36 с, но этого времени не хватило спортсменке, чтобы пробиться в следующий раунд.
В 2012 году Абдул Разак вновь приняла участие в летних Олимпийских играх. На церемонии открытия игр спортсменка была знаменосцем сборной Ирака. В соревнованиях на 100-метровке Дана выступила успешнее, чем четыре года назад. В первом раунде спортсменка с результатом 11,91 с заняла второе место и вышла во второй круг соревнований. В четвертьфинале Абдул Разак на 0,1 с улучшила свой результат, но этого не хватило, чтобы пройти в полуфинал олимпийских соревнований.
Летом 2014 года Абдул Разак приняла участие в Азиатских Играх в Инчхоне. Иракская бегунья выступала на дистанциях 200 и 400 метров, но оба раза становилась четвёртой в своём забеге на предварительной стадии и завершала борьбу за медали. В 2015 году Абдул Разак стала серебряным призёром Арабского чемпионата на дистанции 200 метров, а в 2017 бронзовым. На Азиатских Играх 2018 года спортсменка должна была стартовать на дистанциях 100 и 200 метров, но не вышла на старт 100-метровки. На 200-метровке Абдул Разак прибежала к финишу четвёртой и не пробилась в финал соревнований.
4 апреля 2019 года Абдул Разак на соревнованиях Арабских стран в Египте на предварительной стадии пробежала 100-метровку за 11,84 с., вернув тем самым себе национальный рекорд на этой дистанции. В финале иракская спортсменка была близка к завоеванию медали, но осталась лишь 4-й, уступив в борьбе за бронзу всего 0,09 с.